# Finland op de Olympische Zomerspelen 2024
Finland nam deel aan de Olympische Zomerspelen 2024 in Parijs, Frankrijk.

## Aantal deelnemers
Hieronder volgt een overzicht van de atleten die zich kwalificeerden voor de Olympische Zomerspelen van 2024.
| Sport        | Mannen | Vrouwen | Totaal |
| ------------ | ------ | ------- | ------ |
| Atletiek     | 7      | 18      | 25     |
| Badminton    | 1      | 0       | 1      |
| Boksen       | 0      | 1       | 1      |
| Boogschieten | 1      | 0       | 1      |
| Golf         | 2      | 2       | 4      |
| Judo         | 2      | 0       | 2      |
| Paardensport | 1      | 4       | 5      |
| Schietsport  | 2      | 1       | 3      |
| Skateboarden | 0      | 1       | 1      |
| Wielersport  | 1      | 1       | 2      |
| Worstelen    | 2      | 0       | 2      |
| Zeilen       | 3      | 4       | 7      |
| Zwemmen      | 1      | 1       | 2      |
| Totaal       | 23     | 33      | 56     |

## Deelnemers en resultaten

### Atletiek

#### Loopnummers
Mannen
| atleet        | onderdeel          | series  | series | herkansingen | herkansingen | halve finale   | halve finale   | finale         | finale         |
| atleet        | onderdeel          | tijd    | rang   | tijd         | rang         | tijd           | rang           | tijd           | rang           |
| ------------- | ------------------ | ------- | ------ | ------------ | ------------ | -------------- | -------------- | -------------- | -------------- |
| Elmo Lakka    | 110m horden        | 13,84   | 7 H    | 13,75        | 7            | niet geplaatst | niet geplaatst | niet geplaatst | niet geplaatst |
| Topi Raitanen | 3000m steeplechase | 8.33,12 | 11     | n.v.t.       | n.v.t.       | n.v.t.         | n.v.t.         | niet geplaatst | niet geplaatst |
| Aku Partanen  | 20 km snelwandelen | n.v.t.  | n.v.t. | n.v.t.       | n.v.t.       | n.v.t.         | n.v.t.         | 1.22.56        | 32             |

Vrouwen
| atlete              | onderdeel           | voorronde | voorronde | series     | series | herkansingen | herkansingen | halve finale   | halve finale   | finale         | finale         |
| atlete              | onderdeel           | tijd      | rang      | tijd       | rang   | tijd         | rang         | tijd           | rang           | tijd           | rang           |
| ------------------- | ------------------- | --------- | --------- | ---------- | ------ | ------------ | ------------ | -------------- | -------------- | -------------- | -------------- |
| Lotta Kemppinen     | 100 m               | bye       | bye       | 11,56      | 7      | n.v.t.       | n.v.t.       | niet geplaatst | niet geplaatst | niet geplaatst | niet geplaatst |
| Eveliina Määttänen  | 800 m               | n.v.t.    | n.v.t.    | 2.00,02    | 4 H    | 2.00,38      | 4            | niet geplaatst | niet geplaatst | niet geplaatst | niet geplaatst |
| Sara Lappalainen    | 1500 m              | n.v.t.    | n.v.t.    | 4.08,66    | 12 H   | DNS          | DNS          | niet geplaatst | niet geplaatst | niet geplaatst | niet geplaatst |
| Nathalie Blomqvist  | 5000 m              | n.v.t.    | n.v.t.    | 15.02,75   | 7 Q    | n.v.t.       | n.v.t.       | n.v.t.         | n.v.t.         | 14.53,10       | 13             |
| Lotta Harala        | 100 m horden        | n.v.t.    | n.v.t.    | 12,97      | 5 H    | 12,86        | 1 Q          | 13,05          | 8              | niet geplaatst | niet geplaatst |
| Reetta Hurske       | 100 m horden        | n.v.t.    | n.v.t.    | 12,96      | 6 H    | 12,83        | 3            | niet geplaatst | niet geplaatst | niet geplaatst | niet geplaatst |
| Viivi Lehikoinen    | 400 m horden        | n.v.t.    | n.v.t.    | 56,67      | 7 H    | 58,04        | 6            | niet geplaatst | niet geplaatst | niet geplaatst | niet geplaatst |
| Ilona Mononen       | 3000 m steeplechase | n.v.t.    | n.v.t.    | 9.22,77 NR | 6      | n.v.t.       | n.v.t.       | n.v.t.         | n.v.t.         | niet geplaatst | niet geplaatst |
| Camilla Richardsson | marathon            | n.v.t.    | n.v.t.    | n.v.t.     | n.v.t. | n.v.t.       | n.v.t.       | n.v.t.         | n.v.t.         | 2.38.02        | 65             |

#### Technische nummers
Mannen
| atleet          | onderdeel        | kwalificaties | kwalificaties | finale         | finale         |
| atleet          | onderdeel        | afstand       | rang          | afstand        | rang           |
| --------------- | ---------------- | ------------- | ------------- | -------------- | -------------- |
| Urho Kujanpää   | polsstokspringen | 5,40 m        | 29            | niet geplaatst | niet geplaatst |
| Lassi Etelätalo | speerwerpen      | 82,91 m       | 12 q          | 84,58          | 8              |
| Oliver Helander | speerwerpen      | 83,81 m       | 10 q          | 82,68 m        | 9              |
| Toni Keränen    | speerwerpen      | 85,27m        | 8 Q           | 80,92 m        | 10             |

Vrouwen
| atlete             | onderdeel        | kwalificaties | kwalificaties | finale         | finale         |
| atlete             | onderdeel        | afstand       | rang          | afstand        | rang           |
| ------------------ | ---------------- | ------------- | ------------- | -------------- | -------------- |
| Senni Salminen     | hinkstapspringen | DNS           | DNS           | niet geplaatst | niet geplaatst |
| Ella Junnila       | hoogspringen     | 1,83 m        | 28            | niet geplaatst | niet geplaatst |
| Elina Lampela      | polsstokspringen | 4,55 m        | 7 q           | 4,40 m         | 14             |
| Wilma Murto        | polsstokspringen | 4,55 m        | 9 q           | 4,70 m         | 6              |
| Suvi Koskinen      | hamerslingeren   | 67,90 m       | 21            | niet geplaatst | niet geplaatst |
| Silja Kosonen      | hamerslingeren   | 72,11 m       | 9 q           | 74,04 m        | 5              |
| Krista Tervo       | hamerslingeren   | 74,79 m NR    | 1 Q           | 73,83 m        | 6              |
| Anni-Linnea Alanen | speerwerpen      | 55,30 m       | 30            | niet geplaatst | niet geplaatst |

#### Meerkamp
| atlete        | onderdeel | onderdeel | 100 h | hs   | ks    | 200 m | vs   | sw    | 800 m   | totaal | rang |
| ------------- | --------- | --------- | ----- | ---- | ----- | ----- | ---- | ----- | ------- | ------ | ---- |
| Saga Vanninen | zevenkamp | res.      | 13,61 | 1,74 | 14,19 | 24,74 | 5,85 | 47,00 | 2.14,36 | 6163   | 15   |
| Saga Vanninen | zevenkamp | pnt.      | 1034  | 903  | 807   | 911   | 804  | 802   | 902     | 6163   | 15   |

### Badminton
Mannen
| atleet         | onderdeel | groepsfase           | groepsfase                    | groepsfase | eliminatie           | kwartfinale          | halve finale         | finale / BM          | finale / BM    |
| atleet         | onderdeel | tegenstander uitslag | tegenstander uitslag          | rang       | tegenstander uitslag | tegenstander uitslag | tegenstander uitslag | tegenstander uitslag | rang           |
| -------------- | --------- | -------------------- | ----------------------------- | ---------- | -------------------- | -------------------- | -------------------- | -------------------- | -------------- |
| Kalle Koljonen | enkelspel | Paul W 21-9, 21-10   | Vitidsarn V 4-21, 0-8, opgave | 3          | niet geplaatst       | niet geplaatst       | niet geplaatst       | niet geplaatst       | niet geplaatst |

### Boksen
Vrouwen
| atlete          | onderdeel | eerste ronde         | tweede ronde         | kwartfinale          | halve finale         | finale               | rang           |
| atlete          | onderdeel | tegenstander uitslag | tegenstander uitslag | tegenstander uitslag | tegenstander uitslag | tegenstander uitslag | rang           |
| --------------- | --------- | -------------------- | -------------------- | -------------------- | -------------------- | -------------------- | -------------- |
| Pihla Kaivo-oja | -50kg     | Tembo W 5 - 0        | Lozano W 5 - 0       | Çakıroğlu V 0 - 5    | niet geplaatst       | niet geplaatst       | niet geplaatst |

### Boogschieten
Mannen
| atleet          | onderdeel   | plaatsingsronde | plaatsingsronde | eerste ronde         | tweede ronde         | derde ronde          | kwartfinale          | halve finale         | finale / BM          | finale / BM    |
| atleet          | onderdeel   | score           | rang            | tegenstander uitslag | tegenstander uitslag | tegenstander uitslag | tegenstander uitslag | tegenstander uitslag | tegenstander uitslag | rang           |
| --------------- | ----------- | --------------- | --------------- | -------------------- | -------------------- | -------------------- | -------------------- | -------------------- | -------------------- | -------------- |
| Antti Tekoniemi | individueel | 656             | 41              | Tai Y-h V 0 - 6      | niet geplaatst       | niet geplaatst       | niet geplaatst       | niet geplaatst       | niet geplaatst       | niet geplaatst |

### Golf
| atleet           | onderdeel | eerste ronde | tweede ronde | derde ronde | vierde ronde  | totaal        | totaal        | totaal        |
| atleet           | onderdeel | score        | score        | score       | score         | score         | par           | rang          |
| ---------------- | --------- | ------------ | ------------ | ----------- | ------------- | ------------- | ------------- | ------------- |
| Tapio Pulkkanen  | mannen    | 69           | 72           | 71          | 70            | 282           | -2            | 35            |
| Sami Välimäki    | mannen    | 67           | 71           | 72          | 75            | 285           | +1            | 45            |
| Noora Komulainen | vrouwen   | 84           | 82           | 78          | terugtrekking | terugtrekking | terugtrekking | terugtrekking |
| Ursula Wikström  | vrouwen   | 82           | 72           | 81          | 72            | 307           | +19           | 57            |

### Judo
Mannen
| atleet             | onderdeel | eerste ronde         | tweede ronde         | derde ronde          | kwartfinale          | halve finale         | herkansing           | finale / BM          | finale / BM    |
| atleet             | onderdeel | tegenstander uitslag | tegenstander uitslag | tegenstander uitslag | tegenstander uitslag | tegenstander uitslag | tegenstander uitslag | tegenstander uitslag | rang           |
| ------------------ | --------- | -------------------- | -------------------- | -------------------- | -------------------- | -------------------- | -------------------- | -------------------- | -------------- |
| Luukas Saha        | −66 kg    | n.v.t.               | Demirel W 01 - 00    | Vieru V 00 - 01      | niet geplaatst       | niet geplaatst       | niet geplaatst       | niet geplaatst       | niet geplaatst |
| Martti Puumalainen | +100 kg   | n.v.t.               | bye                  | Kokauri V 00 - 10    | niet geplaatst       | niet geplaatst       | niet geplaatst       | niet geplaatst       | niet geplaatst |

### Paardensport

#### Dressuur
| ruiter                                    | paard            | onderdeel   | Grand Prix | Grand Prix | Grand Prix Special | Grand Prix Special | Grand Prix Freestyle | Grand Prix Freestyle | totaal  | totaal |
| ruiter                                    | paard            | onderdeel   | score      | rang       | score              | rang               | technisch            | artistiek            | uitslag | rang   |
| ----------------------------------------- | ---------------- | ----------- | ---------- | ---------- | ------------------ | ------------------ | -------------------- | -------------------- | ------- | ------ |
| Emma Kanerva                              | Greek Air        | individueel | 73,680     | 17 q       |                    |                    | 75,929               | 87,286               | 81,607  | 12     |
| Joanna Robinson                           | Glamouraline     | individueel | 65,637     | 54         | niet geplaatst     | niet geplaatst     | niet geplaatst       | niet geplaatst       |         |        |
| Henri Ruoste                              | Tiffanys Diamond | individueel | 70,621     | 30         | niet geplaatst     | niet geplaatst     | niet geplaatst       | niet geplaatst       |         |        |
| Emma Kanerva Joanna Robinson Henri Ruoste | zie hierboven    | team        | 209,938    | 9 Q        | 212,036            | 8                  |                      |                      | 212,036 | 8      |

#### Eventing
| ruiter           | paard       | onderdeel   | dressuur    | dressuur | cross-country | cross-country | cross-country | springen      | springen      | springen      | springen       | springen       | springen       | totaal        | totaal        |               |
| ruiter           | paard       | onderdeel   | dressuur    | dressuur | cross-country | cross-country | cross-country | kwalificatie  | kwalificatie  | kwalificatie  | finale         | finale         | finale         | totaal        | totaal        |               |
| ruiter           | paard       | onderdeel   | strafpunten | rang     | strafpunten   | totaal        | rang          | strafpunten   | totaal        | rang          | strafpunten    | totaal         | rang           | strafpunten   | rang          |               |
| ---------------- | ----------- | ----------- | ----------- | -------- | ------------- | ------------- | ------------- | ------------- | ------------- | ------------- | -------------- | -------------- | -------------- | ------------- | ------------- | ------------- |
| Veera Manninen   | Sir Greg    | individueel | 36,80       | 50       | 18,40         | 55,20         | 39            | 1,20          | 56,40         | 36            | niet geplaatst | niet geplaatst | niet geplaatst | 56,40         | 36            |               |
| Sanna Siltakorpi | Bofey Click | individueel | 35,40       | =43      | 21,80         | 57,20         | 40            | terugtrekking | terugtrekking | terugtrekking | terugtrekking  | terugtrekking  | terugtrekking  | terugtrekking | terugtrekking | terugtrekking |

### Schietsport
Mannen
| atleet          | onderdeel               | kwalificaties | kwalificaties | finale         | finale         |
| atleet          | onderdeel               | punten        | rang          | punten         | rang           |
| --------------- | ----------------------- | ------------- | ------------- | -------------- | -------------- |
| Aleksi Leppä    | 10 m luchtgeweer        | 627,8         | 22            | niet geplaatst | niet geplaatst |
| Aleksi Leppä    | 50 m geweer 3 houdingen | 586-31x       | 24            | niet geplaatst | niet geplaatst |
| Eetu Kallioinen | skeet                   | 117           | 20            | niet geplaatst | niet geplaatst |

Vrouwen
| atleet           | onderdeel | kwalificaties | kwalificaties | finale         | finale         |
| atleet           | onderdeel | punten        | rang          | punten         | rang           |
| ---------------- | --------- | ------------- | ------------- | -------------- | -------------- |
| Noora Antikainen | trap      | 107           | 30            | niet geplaatst | niet geplaatst |

### Skateboarden
Vrouwen
| atleet       | onderdeel | kwalificaties | kwalificaties | finale | finale |
| atleet       | onderdeel | punten        | rang          | punten | rang   |
| ------------ | --------- | ------------- | ------------- | ------ | ------ |
| Heili Sirviö | park      | 83,42         | 5 Q           | 88,89  | 5      |

### Wielersport

#### Mountainbiken
| atleet       | onderdeel              | tijd | rang |
| ------------ | ---------------------- | ---- | ---- |
| Joni Savaste | cross-country (mannen) | DNF  | DNF  |

#### Wegwielrennen
Vrouwen
| atleet           | onderdeel    | tijd     | rang |
| ---------------- | ------------ | -------- | ---- |
| Anniina Ahtosalo | wegwedstrijd | 4.07.04  | 37   |
| Anniina Ahtosalo | tijdrit      | 45.05,18 | 30   |

### Worstelen

#### Grieks-Romeinse stijl
Mannen
| atleet          | onderdeel | eerste ronde         | kwartfinale          | halve finale         | herkansing           | finale / BM          | finale / BM    |
| atleet          | onderdeel | tegenstander uitslag | tegenstander uitslag | tegenstander uitslag | tegenstander uitslag | tegenstander uitslag | rang           |
| --------------- | --------- | -------------------- | -------------------- | -------------------- | -------------------- | -------------------- | -------------- |
| Jonni Sarkkinen | −77 kg    | Amoyan V 0 - 4ST     | niet geplaatst       | niet geplaatst       | niet geplaatst       | niet geplaatst       | niet geplaatst |
| Arvi Savolainen | −97 kg    | Rouabah W 3 - 0PO    | Rosillo V 1 - 3PP    | niet geplaatst       | niet geplaatst       | niet geplaatst       | niet geplaatst |

### Zeilen
Mannen
| atleet                | onderdeel | voorrondes | voorrondes | voorrondes | voorrondes | voorrondes | voorrondes | voorrondes | voorrondes | voorrondes | voorrondes | voorrondes | voorrondes | voorrondes | voorrondes  | voorrondes  | voorrondes  | voorrondes  | voorrondes  | voorrondes  | voorrondes  | voorrondes | voorrondes | kwartfinale    | halve finale   | finale         |
| atleet                | onderdeel | 1          | 2          | 3          | 4          | 5          | 6          | 7          | 8          | 9          | 10         | 11         | 12         | 13         | 14          | 15          | 16          | 17          | 18          | 19          | 20          | tot.       | rang       | kwartfinale    | halve finale   | finale         |
| --------------------- | --------- | ---------- | ---------- | ---------- | ---------- | ---------- | ---------- | ---------- | ---------- | ---------- | ---------- | ---------- | ---------- | ---------- | ----------- | ----------- | ----------- | ----------- | ----------- | ----------- | ----------- | ---------- | ---------- | -------------- | -------------- | -------------- |
| Jakob Eklund (zeiler) | IQFoil    | 14         | 17         | 18         | 19         | 18         | 20         | 10         | 16         | 16         | 19         | 18         | 10         | 6          | geannuleerd | geannuleerd | geannuleerd | geannuleerd | geannuleerd | geannuleerd | geannuleerd | 172        | 20         | niet geplaatst | niet geplaatst | niet geplaatst |

| atlete        | onderdeel | race | race | race | race | race   | race   | race   | race   | race        | race        | race   | race   | race           | netto punten | eindnotering |
| atlete        | onderdeel | 1    | 2    | 3    | 4    | 5      | 6      | 7      | 8      | 9           | 10          | 11     | 12     | M              | netto punten | eindnotering |
| ------------- | --------- | ---- | ---- | ---- | ---- | ------ | ------ | ------ | ------ | ----------- | ----------- | ------ | ------ | -------------- | ------------ | ------------ |
| Kaarle Tapper | ILCA 7    | 23   | 18   | 9    | 32   | 44 DNC | 44 DNC | 44 DNC | 44 DNC | geannuleerd | geannuleerd | n.v.t. | n.v.t. | niet geplaatst | 214          | 37           |

Vrouwen
| atlete                     | onderdeel | race | race | race | race | race | race | race   | race | race   | race        | race   | race   | race           | netto punten | eindnotering |
| atlete                     | onderdeel | 1    | 2    | 3    | 4    | 5    | 6    | 7      | 8    | 9      | 10          | 11     | 12     | M              | netto punten | eindnotering |
| -------------------------- | --------- | ---- | ---- | ---- | ---- | ---- | ---- | ------ | ---- | ------ | ----------- | ------ | ------ | -------------- | ------------ | ------------ |
| Ronja Grönblom Veera Hokka | 49er FX   | 8    | 14   | 18   | 13   | 10   | 1    | 8      | 4    | 21 DSQ | 11          | 16     | 13     | niet geplaatst | 116          | 15           |
| Monika Mikkola             | ILCA 6    | 18   | 2    | 5    | 13   | 30   | 29   | 44 BFD | 18   | 12     | geannuleerd | n.v.t. | n.v.t. | niet geplaatst | 127          | 16           |

Gemengd
| atlete                        | onderdeel | race | race | race | race | race | race | race | race | race | race | race | race | race | netto punten | eindnotering |
| atlete                        | onderdeel | 1    | 2    | 3    | 4    | 5    | 6    | 7    | 8    | 9    | 10   | 11   | 12   | M    | netto punten | eindnotering |
| ----------------------------- | --------- | ---- | ---- | ---- | ---- | ---- | ---- | ---- | ---- | ---- | ---- | ---- | ---- | ---- | ------------ | ------------ |
| Akseli Keskinen Sinem Kurtbay | nacra 17  | 3    | 7    | 4    | 4    | 11   | 5    | 7    | 11   | 11   | 12   | 15   | 4    | 18   | 97           | 7            |

### Zwemmen
Mannen
| atleet         | onderdeel        | series  | series | halve finale   | halve finale   | finale         | finale         |
| atleet         | onderdeel        | tijd    | rang   | tijd           | rang           | tijd           | rang           |
| -------------- | ---------------- | ------- | ------ | -------------- | -------------- | -------------- | -------------- |
| Matti Mattsson | 200 m schoolslag | 2.11,18 | 18     | niet geplaatst | niet geplaatst | niet geplaatst | niet geplaatst |

Vrouwen
| atleet     | onderdeel        | series  | series | halve finale   | halve finale   | finale         | finale         |
| atleet     | onderdeel        | tijd    | rang   | tijd           | rang           | tijd           | rang           |
| ---------- | ---------------- | ------- | ------ | -------------- | -------------- | -------------- | -------------- |
| Ida Hulkko | 100 m schoolslag | 1.08,73 | 26     | niet geplaatst | niet geplaatst | niet geplaatst | niet geplaatst |